# ハグルマ (KANA-BOONの曲)
「ハグルマ」は、KANA-BOONの楽曲で、メジャー12枚目のシングル。2019年3月6日にKi/oon Musicより発売された。

## 概要
- 前作『バトンロード』より約1年8ヶ月ぶりのリリース。
- 表題曲「ハグルマ」は、TOKYO MXテレビアニメ『からくりサーカス』の第2期オープニングテーマである[1]。
- CDは、初回生産限定盤、通常盤の2形態で発売。
- 初回生産限定盤の特典DVDには、表題曲「ハグルマ」のMVと、上述のアニメ『からくりサーカス』のノンクレジットオープニング映像を収録。
- 初回限定盤・通常版初回生産分には「どうでもいいオマケ021」を付属。

## 収録曲

### CD
- 全曲作詞・作曲：谷口鮪　編曲：KANA-BOON

1. ハグルマ - [3:40]
  - TOKYO MXテレビアニメ『からくりサーカス』第2期オープニングテーマ
2. オレンジ - [4:11]

### DVD (初回生産限定盤のみ)
| #  | タイトル                                                       | 作詞 | 作曲・編曲 |
| -- | -------------------------------------------------------------- | ---- | ---------- |
| 1. | 「「ハグルマ」Music Video」                                    |      |            |
| 2. | 「TVアニメ『からくりサーカス』ノンクレジットオープニング映像」 |      |            |